# Li Di
Pour l’article homonyme, voir Li Di (joueur d'échecs).
Li Di ou Li Ti, né vers 1100, mort après 1197. XIIe siècle. Actif à Heyang (province du Henan). Peintre chinois.

## Biographie
Membre de l'Académie Impériale de Kaifeng, puis vice-président de celle de Hangzhou pendant l'ère Shaoxing (1131-1161), il reçoit la récompense honorifique de Ceinture d'or. Peintre de paysage il est surtout connu comme peintre de fleurs, de bambous, d'oiseaux et d'animaux. Il fait preuve d'élégance et d'une grande habileté technique, comme le prouve : Buffles et vachers fuyant l'orage où les deux buffles sont minutieusement dépeints, dans une atmosphère orageuse faite de lavis, de cernes légers rehaussés, pour les rochers de contours plus épais.

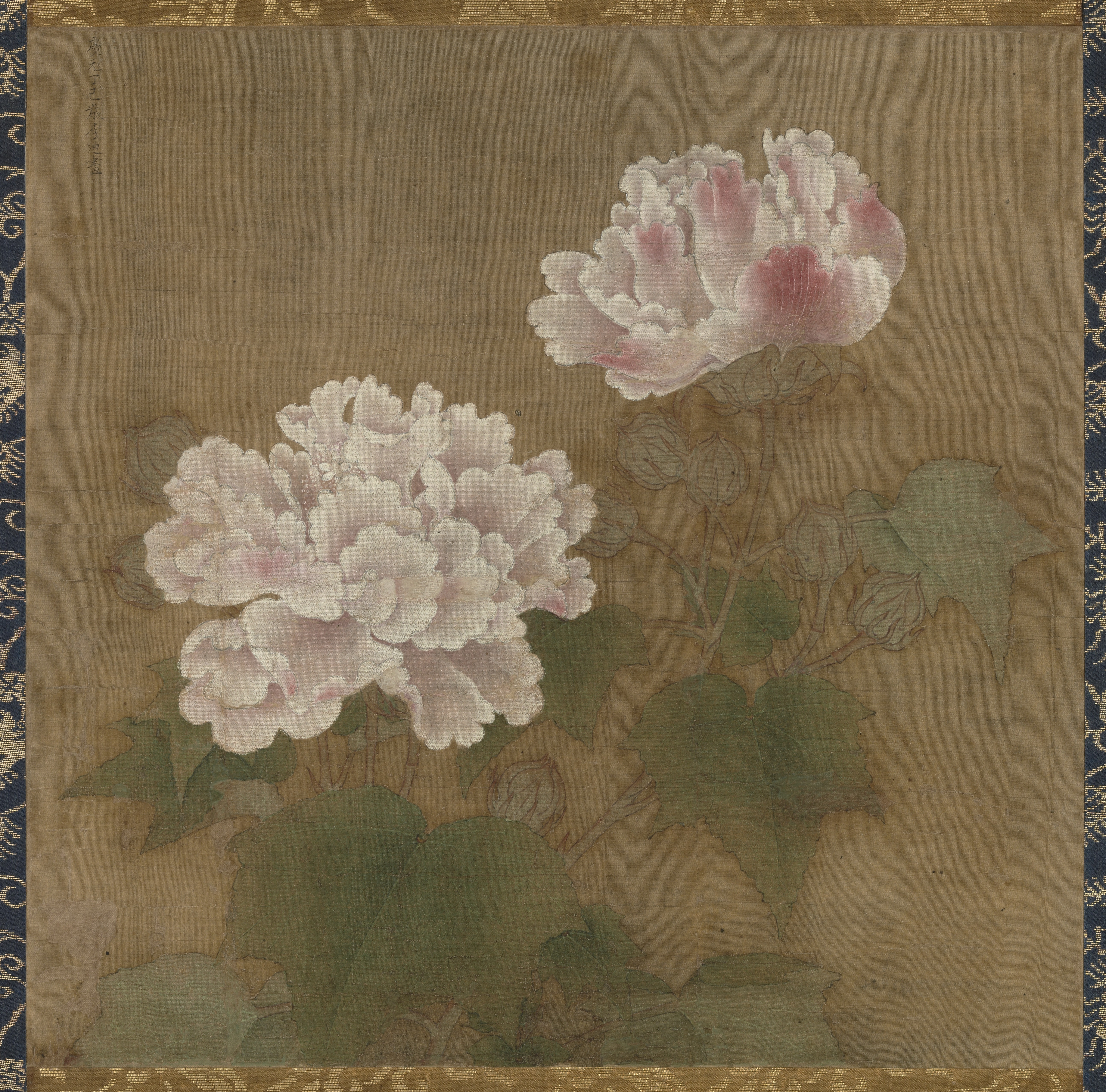
Fleurs d'hibiscus rouge (avec Fleurs d'hibiscus blanc ensemble de deux peintures :Caprice de femme), Li Di, 1197, Song du Sud, encre et couleurs sur soie, 25,2 × 25.5 cm. Tokyo, National Museum. Hibiscus Cotton Roses

## L'Académiede peinture desSongdu Sud
Tous les anciens thèmes connaissent une renaissance sous le nouveau gouvernement, et nombre de sujets inédits sont adaptés à la nouvelle image du renouveau dynastique. Les anciens récits historiques narrant les épreuves, la survie et la renaissance impériale, se développent tout particulièrement. De nouveaux talents sont attirés par l'Académie impériale de peinture fraîchement reconstituée dans la belle et florissante capitale de Hangzhou. La peinture s'y développe et prospère patronnée par la famille impériale et de hauts fonctionnaires.
Parmi les quelque vingt-six peintres attachés au Yuhua yuan (Académie impériale de peinture)  sous le seul règne de Huizong, peu laissent un nom. Nombreux cependant sont les peintres qui, après avoir travaillé à Kaifeng, sont accueillis à Hangzhou par le fondateur des Song du Sud. Le réalisme tel que le conçoit Huizong, ne s'arrête pas à la beauté décorative, mais cherche, au-delà, le contenu réel, le symbole : fleurs, oiseaux, animaux imposant à l'esprit leur présence. Li di, Li Anzhong (1117-1140), (XIIe siècle) atteignent la célébrité.

## Nouveau style
La miniature et le format portatif sont alors particulièrement prisés. On peut y inscrire des poèmes et des distiques pour envoyer des messages. Un des  formats le plus populaire est l'éventail ou la simple feuille d'album, sur le côté ou à l'envers desquels on peut inscrire quelques lignes. Ce format miniature est bien adapté à la qualité de concentration et à l'intensité si caractéristiques de l'art des Song du Sud dans son ensemble. Pie-grièche sur un arbre en hiver de Li Di incarne ces qualités, comme si le tableau est une cristallisation de l'intensité du gel.
Il y a une qualité presque européenne dans le dessin des branches et du tronc de l'arbre – un rendu du volume souvent présent dans l'art de la cour des Song – et une précision réaliste, presque scientifique, dans le dessin de l'oiseau, qui sont peut-être l'une et l'autre l'héritage de Huizong et de ses réformes. Entre 1174 et 1197, Li Di sert trois empereurs successifs et il est représentatif de la peinture professionnelle de son temps. La peinture est essentiellement une profession manuelle, ou une tradition artisanale, maintenue avec succès sur de longues périodes par des familles d'artisans tels que Li Di, et à sa suite, son fils Li Demao (en act. v. 1241-1252), servant lui aussi comme peintre de cour.

## Paysages et peintures de buffles d'eau
Le thème des buffles dans un paysage est traité à la même époque par Li Di. Comme Li Tang, Li Di est l'un des maîtres du Huayuan sous le règne de Huizong. À Hangzhou, il devient chancelier de la nouvelle Académie  et travaille de longues années à la cour du Sud. Une œuvre conservée au National Palace Museum de Taipei illustre le talent dont il fait preuve dans le traitement des thèmes rustiques : deux buffles fuyant devant l'orage 
de pluie et de vent qui s'abat sur une rive où poussent des roseaux.
Avec le cheval, le buffle est peint à l'époque des Tang par des animaliers tels que Chen Hong (VIIIe siècle), Han Huang (723-787), Dai Song (VIIIe siècle), Wei Yan. Le tableau des Cinq buffles d'eau par Han Huang est traité avec un réalisme puissant. Les deux buffles que Dai Song oppose dans un combat à mort sont eux aussi observés avec une attention profonde. La représentation des mêmes animaux par Li Tang et Li Di éveille une résonance tout autre. Elle s'apparente à la poésie et ne semble pas se référer aux qualités physiques du buffle, à l'énergie de ses mouvements. Aux VIIIe siècle, le cheval et le buffle sont admirés pour la beauté de leur port, pour leur vigueur musculaire. Au XIIe siècle, leur valeur symbolique l'emporte sur celle qu'ils retirent de leur forme.

## Musées
- Boston (Mus. of Fine Arts) :

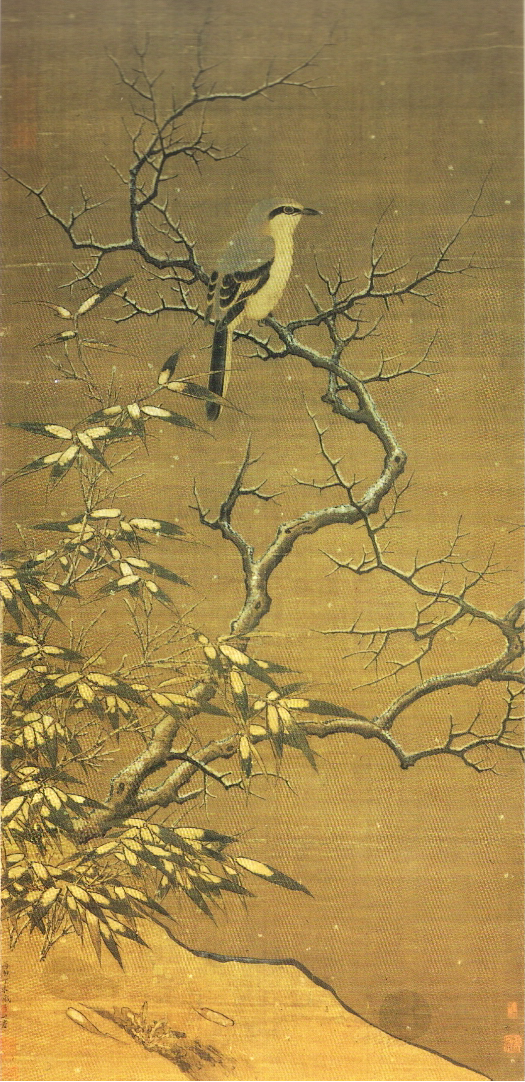
Pie-grièche sur un arbre en hiver par Li Di

  - Bambou et rocher sous un vieil arbre, encre et couleurs sur soie, feuille d'album.
- Nara (Yamato Bunkakan):
  - Bouviers rentrant à l'étable, couleurs sur soie, deux feuilles d'album dont l'une est signée.
- Pékin (Mus. du Palais):
  - Deux poulets, couleurs sur soie, feuille d'album signée.
  - Su Wu gardant le mouton, couleurs sur soie, éventail.
  - Oiseau d'hiver sur un arbre enneigé, signé et daté 1187.
  - Saules pleureurs et terrasses, feuille d'album.
  - Pruniers et bambous hivernaux, éventail.
  - Oiseau Mynah sur un arbre dénudé, éventail.
- Shanghai:
  - Pie-grièche sur un arbre en hiver, Rouleau mural, encre et couleur sur soie, datée 1187. (115,2x52,8 centimètres).
- Taipei (Nat. Palace Mus.):
  - Buffles et vachers fuyant l'orage, signé et daté 1174, inscription de l'empereur Lizong datée entre 1234 et 1264, encre et couleurs légères sur soie, rouleau en hauteur.
  - Chat, signé et daté 1193, couleur sur soie, feuille d'album.
- Tōkyō  (Nat. Mus.):
  - Hibiscus rouge et blanc, signés et datés 1197, deux feuilles d'album.